# Mystes
Mystes is een geslacht van spinnen uit de familie trilspinnen (Pholcidae).

## Soorten
Het geslacht kent de volgende soort:
- Mystes oonopiformis Bristowe, 1938